# شياطين الجو (فلم)
فيلم من بطولة أحمد رمزي، عبد السلام النابلسي، عبد الغني النجدي، عبد المنعم إبراهيم ومنيرة سنبل. صور في عام 1956، وكان من إخراج نيازي مصطفى.